# Tarsnap
Tarsnap — онлайн-сервис защищенного хранения резервных копий для операционных систем BSD, Linux, OS X, Minix, Solaris, Cygwin и других UNIX-подобных ОС.
Colin Percival создал сервис в 2008 году. Tarsnap шифрует данные и хранит их на облачном сервисе Amazon S3.
При создании сервиса учитывалась эффективность, поддерживается загрузка и хранение только данных, изменившихся с момента предыдущего сохранения. Ключи шифрования не передаются на сайт и используются лишь на компьютере пользователя.
При создании и отладке Tarsnap активно обсуждался с исследователями компьютерной безопасности и хакерами, которые искали уязвимости в проекте. Одна из уязвимостей была найдена с их помощью и исправлена в 2011 году.